# 威廉·威爾遜·摩根
威廉·威爾遜·摩根（英語：William Wilson Morgan，1906年1月3日—1994年6月21日）是一位美國天文學家，主要的研究是恆星和星系的分類。

## 生平
摩根和菲利浦·蔡爾茲·基南發展了將恆星光譜進行分類的摩根-肯那光譜分類法。他也發展了數個星系分類系統，包含了第一個以星系物理特性分類的系統，而非愛德文·哈勃的以肉眼觀察星系型態分類的系統。他提出了cD星系分類法，該分類法現在常用於星系團中心的巨大星系。
他在葉凱士天文台工作。他和唐納德·愛德華·奧斯特布羅克以及斯圖爾特·沙普利斯一起量測了O型和B型恆星，發現了銀河系中旋臂的存在。

## 榮譽
榮譽與獎項
- 1958年布鲁斯奖[1]
- 1961年亨利·諾利斯·羅素講座[2]
- 1964年美国文理科学院院士[3]
- 1980年美国国家科学院亨利·德雷伯獎章[4]
- 1983年英國皇家天文學會赫歇爾獎章

命名事物
- 小行星3180

## 外部連結
- Biography （页面存档备份，存于）